# Адсайклинг
Адсайклинг (на английски: Addcycling) е съвсем ново течение в идеята за рециклирането и разбирането за циклите на материалите и суровините, фокусирано върху такова използване на вече съществуващите материали, вещи и предмети, водещо до по-продължителното им използване.
Докато ъпсайклинг предопределя даден продукт да бъде използван за нещо различно от оригиналното си предназначение или да му бъде придадена нова форма или приложение, адсайклингът има за цел да „добави“ живот, време, цикли на употреба към даден продукт, за да може той да продължи да се използва пълноценно, като така естествено се удължава жизнения му цикъл и помага за създаването на среда за отговорна употреба, отлагайки във времето използването на ресурси и енергия за преизползването им като изходна суровина за преработка. Чрез разпространението на адсайклинга ще бъде овладяно прекомерното производство и ще бъде намален този вид рециклиране, при който рециклираният материал е от по-ниско качество, а именно даунсайклинг.